# Rugby Sevens, de weg naar Parijs 2024
Rugby Sevens, de weg naar Parijs 2024 is een Belgische sportdocumentaire die de BelSeven volgde in hun poging tot kwalificatie naar de Olympische Zomerspelen 2024.

## Inhoud
In de documentaire werden de Belgische rugbyvrouwen van de BelSeven een jaar lang gevolgd die zich probeerden te kwalificeren voor de Olympische Zomerspelen in Parijs. Ze spelen Rugby Sevens een rugby variant met zeven tegen zeven. De documentaire volgt de nationale ploeg vanaf een oefentoernooi tegen Spanje, Frankrijk, Ierland, Polen en Tsjechië waar ze laatste werden. Daarna volgen twee oefenwedstrijden tegen Zuid-Afrika. Waarna een toernooi volgt voor promotie naar de eerste divisie in de World Rugby Sevens Series tegen Colombia, Hong Kong, Tsjechië, China en Zuid-Afrika waar ze de finale verloren van Zuid-Afrika. Nadien volgde het Olympische kwalificatietoernooi (Europese Spelen) waar ze speelden tegen Zweden, Roemenië, Portugal, Verenigd Koninkrijk en de beslissende wedstrijd tegen Tsjechië voor kwalificatie voor het wereldkwalificatietoernooi werd verloren.
Komen aan het woord: Emiel Vermote, Cecile Blondiau, Ella Amory, Emilie Musch, Shari Claes, Loes Hubrecht, Eline Berings.